# York Motoren
York war ein deutscher Hersteller von Automobilen.

## Unternehmensgeschichte
Das Unternehmen York Motoren AG aus Plauen begann 1920 oder 1922 mit der Produktion von Automobilen. 1922 wurde die Produktion eingestellt. Es wurden nur wenige Fahrzeuge hergestellt.

## Fahrzeuge
Das einzige Modell war ein Kleinwagen. Es war mit einem V2-Motor mit 500 cm³ Hubraum ausgestattet.